# Auchenipterus obesus
Auchenipterus obesus es una especie de peces de la familia Auchenipteridae en el orden de los Siluriformes.

## Hábitat
Es un pez de agua dulce.